# Fyns Amt
Fyns Amt dækkede øerne Fyn, Ærø, Langeland og omkring 90 andre øer. Det blev dannet 1. august 1970 ved en sammenlægning af Odense, Assens og Svendborg amtsrådskredse. Amtet var det største i Danmark målt i antal kommuner. Det bestod af 32 kommuner - fra 1. januar til 31. december 2006 dog af 31 kommuner, da hele Ærø var blevet til én kommune - og derfra er der langt ned til Nordjyllands Amt med 23 kommuner.

## Borgmestre i Fyns Amt
- Edvard Rasmussen, Det Radikale Venstre, (1970-1974)
- Jens Peter Fisker, Socialdemokratiet, (1974-1993)
- Karen Nøhr, Det Radikale Venstre, (1994-2002)
- Jan Boye, Konservative (2002-2005)
- Poul Weber, Venstre (2006)

## FynsAmtbestod af følgendekommuner
| Kommune      | Hovedby          | Befolkningstal (2006) | Kommune efter 2007 |
| ------------ | ---------------- | --------------------- | ------------------ |
| Assens       | Assens           | 10.959                | Assens             |
| Bogense      | Bogense          | 6.487                 | Nordfyn            |
| Broby        | Nørre Broby      | 6.331                 | Faaborg-Midtfyn    |
| Egebjerg     | Vester Skerninge | 8.924                 | Svendborg          |
| Ejby         | Ejby             | 10.192                | Middelfart         |
| Faaborg      | Faaborg          | 17.248                | Faaborg-Midtfyn    |
| Glamsbjerg   | Glamsbjerg       | 5.924                 | Assens             |
| Gudme        | Gudme            | 6.530                 | Svendborg          |
| Haarby       | Haarby           | 5.045                 | Assens             |
| Kerteminde   | Kerteminde       | 11.011                | Kerteminde         |
| Langeskov    | Langeskov        | 6.417                 | Kerteminde         |
| Middelfart   | Middelfart       | 20.599                | Middelfart         |
| Munkebo      | Munkebo          | 5.811                 | Kerteminde         |
| Nyborg       | Nyborg           | 19.134                | Nyborg             |
| Nørre Aaby   | Nørre Aaby       | 5.626                 | Middelfart         |
| Odense       | Odense           | 186.595               | Ikke sammenlagt    |
| Otterup      | Otterup          | 11.023                | Nordfyn            |
| Ringe        | Ringe            | 11.269                | Faaborg-Midtfyn    |
| Rudkøbing    | Rudkøbing        | 6.647                 | Langeland          |
| Ryslinge     | Ryslinge         | 6.920                 | Faaborg-Midtfyn    |
| Svendborg    | Svendborg        | 43.052                | Svendborg          |
| Sydlangeland | Humble           | 4.034                 | Langeland          |
| Søndersø     | Søndersø         | 11.366                | Nordfyn            |
| Tommerup     | Tommerup         | 7.865                 | Assens             |
| Tranekær     | Tranekær         | 3.439                 | Langeland          |
| Ullerslev    | Ullerslev        | 5.190                 | Nyborg             |
| Vissenbjerg  | Vissenbjerg      | 6.115                 | Assens             |
| Ærø          | Ærøskøbing       | 6.873                 | Ikke sammenlagt    |
| Ørbæk        | Ørbæk            | 6.884                 | Nyborg             |
| Årslev       | Årslev           | 9.376                 | Faaborg-Midtfyn    |
| Aarup        | Aarup            | 5.461                 | Assens             |

Ærø Kommune blev dannet i 2006 ved sammenlægning af følgende kommuner:
| Kommune    | Hovedby    | Befolkningstal (2005) |
| ---------- | ---------- | --------------------- |
| Marstal    | Marstal    | 3.261                 |
| Ærøskøbing | Ærøskøbing | 3.742                 |

Der var 32 kommuner i Fyns Amt fra 1. april 1970 til 31. december 2005. Fra 1. januar til 31. december 2006 var der 31 kommuner i amtet, da Ærø var blevet en kommune efter sammenlægningen af kommunerne Marstal og Ærøskøbing.

### Strukturreformen
Som led i strukturreformen ophørte amtet pr. 31. december 2006, og dets opgaver videreføres af de fynske kommuner, Region Syddanmark og staten.

#### De nye kommuner i det gamle Fyns Amt
| - Assens - Kerteminde - Middelfart - Nyborg - Svendborg | - Faaborg-Midtfyn - Langeland - Nordfyns - Odense - Ærø |

### Statistisk kilde
Danmarks Statistik, Statistikbanken.dk Arkiveret 28. august 2004 hos  Wayback Machine